# Antoni Moszyński
Antoni Tomasz Moszyński (ur. 1800 na Wołyniu, zm. 1893 w Lubieszowie) – polski pisarz, historyk, pedagog, doktor teologii, pijar.

## Życiorys
W 1816 wstąpił do zakonu pijarów (przyjął imię zakonne Antoni). Początkowo był nauczycielem w Rosienicach i Poniewieżu, a potem rektorem szkół pijarskich w Lubieszowie. Studia odbył na Uniwersytecie Wileńskim w latach 1823–1824. Więziony był w trakcie procesu filomatów. Otrzymał godność dziekana pińskiego, kanonika oraz prałata katedry mińskiej. Zasiadał również w kolegium rzymskokatolickim w Petersburgu przez 8 lat. Podczas pobytu w Petersburgu uzyskał doktorat z teologii. Był proboszczem parafii w Lubieszowie i Pińsku. 
Oprócz mów żałobnych, rozpraw w czasopismach i przekładów Mureta (1829) i Horacego (Wiersz o sztuce rymotwórczej (1835)), wydał m.in. czterotomową Kolędę dla dzieci (1836–1841). Napisał również Monografię Kollegium i Szkoły pijarskiej w Międzyrzeczu-Koreckim (1876) oraz Kronikę Kollegium Lubieszowskiego XX. Pijarów (1876).